# Climate Audit
Climate Audit – blog poświęcony zmianom klimatycznym wydawany przez Stephena McIntyre.
Blog jest forum sceptyków zmian klimatu. W listopadzie 2009 roku link do zbioru dokumentów z afery climategate został podany na blogu Climate Audit.